# Plans subtils
 (novembre 2008).
Si vous disposez d'ouvrages ou d'articles de référence ou si vous connaissez des sites web de qualité traitant du thème abordé ici, merci de compléter l'article en donnant les références utiles à sa vérifiabilité et en les liant à la section « Notes et références ».
Dans la conception de l'ésotérisme, le monde ne se limiterait pas à la seule réalité physique mais se hiérarchiserait sur sept plans ou mondes, les six autres étant invisibles. Cette croyance remonte au Védânta (Shankara), elle a été reprise dans la Théosophie d'Helena Blavatsky, puis dans l'Anthroposophie de Rudolf Steiner.
Le chiffre 7 n'est pas un choix arbitraire mais un nombre symbolisant, selon l'ésotérisme, la marque du divin dans la structure de sa création : sept chakras, sept plans, sept corps, sept sphères planétaires. Toutefois, chaque plan est plus ou moins bien décrit par plusieurs auteurs comme Robert Bruce, Alice Bailey, ainsi que Charles Webster Leadbeater. 

## Les sept plans
La terminologie théosophique d'Helena Blavatsky et d'Annie Besant, inspirée de la mythologie indienne, distingue sept plans :
1. Le plan physique : le monde matériel (contenant le plan éthérique)
2. Le Kama Loca (littéralement : le « lieu du désir », le plan astral)
3. Le Devachan (littéralement : le « pays des dieux », le plan mental)
  1. Rupa Devachan (rupa : forme)
  2. Arupa Devachan (arupa : sans forme)
4. Le plan Shushupti ou Buddhi
5. Le Nirvana
6. Le Para-nirvana
7. Le Maha-pari-nirvana

La répartition utilisée par Rudolf Steiner, fondateur de l'anthroposophie, est la suivante :
1. Monde physique
  1. Monde matériel (constitué par les quatre éléments : Terre, Eau, Air, Feu)
  2. Monde éthérique (constitué par les quatre éthers : éther de vie, éther de son ou chimique ou de nombre, éther de lumière et éther de chaleur)
2. Monde astral (kama loca, monde de l'âme, monde de l'Imagination)
3. Monde spirituel (Dévachan, monde l'esprit, monde céleste) 
  1. Dévachan inférieur ou monde spirituel inférieur : Monde de l'Harmonie des Sphères, Monde de l'Inspiration
  2. Dévachan supérieur ou monde spirituel supérieur : Monde de l'Intuition
4. Monde de la Providence (plan Buddhi ou Shushupti)
5. Nirvana

Selon Rudolf Steiner, le monde au-dessus du monde de la Providence est d'une nature telle que « en accord avec la vérité et la justesse, son nom ne peut pas être donné dans les langues européennes. Ce que nous ne pouvons pas nommer, les langues orientales l'ont appelé Nirvana et se trouve au-dessus du monde de la Providence ».
Max Heindel, dans sa Cosmogonie des Rose-Croix, décrit sept mondes :
1. Monde physique
  1. Monde chimique (constitué par trois régions : solide, liquide, gazeux)
  2. Monde éthérique (constitué par quatre régions : éther chimique, éther vital, éther lumière et éther réflecteur)
2. Monde du désir (comportant sept régions)
3. Monde de la pensée 
  1. Région de la pensée concrète : quatre régions contenant les « archétypes »
  2. Région de la pensée abstraite : trois régions contenant les « idées-germes »
4. Monde de l'esprit vital : sept régions, demeure de l'Esprit vital de l'homme (corps bouddhique)
5. Monde de l'esprit divin : sept régions, demeure de l'Esprit divin de l'homme (corps atmique)
6. Monde des Esprits Vierges : sept régions
7. Monde de Dieu : sept régions

Dans Initiation humaine et solaire, Alice Bailey décrit également sept plans, dont la structure est très proches de celle proposée par Max Heindel :
1. Plan physique : monde de la matière dense
  1. Monde chimique (constitué par trois régions : solide, liquide, gazeux)
  2. Monde éthérique (constitué par quatre régions : éther chimique, éther vital, éther lumière et éther réflecteur)
2. Plan astral : monde du désir, comportant sept régions
3. Plan mental : 
  1. Région de la pensée concrète : quatre régions contenant les « archétypes »
  2. Région de la pensée abstraite : trois régions contenant les « idées-germes »
4. Plan bouddhique : sept régions, demeure de l'« atome permanent bouddhique »
5. Plan atmique : sept régions, demeure de l'« atome permanent atmique »
6. Plan monadique : sept régions, demeure des « Unités divines différenciées avant leur pèlerinage dans la matière »
7. Plan divin ou Adi ou Plan du Logos : sept régions